# Phoney Photos
Pour plus de détails, voir Fiche technique et Distribution.
Phoney Photos est une comédie muette du cinéma américain réalisée par Edwin Frazee, sortie en 1918.

## Fiche technique
- Titre original : Phoney Photos
- Réalisation : Edwin Frazee
- Scénario : Edwin Frazee
- Producteur : Carl Laemmle
- Société de production : L-KO Kompany
- Pays d’origine : États-Unis
- Langue : Intertitres en anglais
- Format : Noir et blanc - 35 mm - 1,37:1  -  Muet
- Genre : comédie
- Longueur : deux bobines
- Date de sortie : 
  - États-Unis : 3 juillet 1918

## Distribution
Source principale de la distribution :
- Stan Laurel :
- Walter Belasco :
- Neal Burns :
- Rena Rogers :
- Lydia Yeamans Titus :
- Bartine Burkett[2] :